# Heteropelma babai
Heteropelma babai là một loài tò vò trong họ Ichneumonidae.